# イェンス・ハーラル・ブラトリ
イェンス・ハーラル・ブラトリ（Jens Harald Bratlie、1948年11月22日 - ）は、ノルウェーのピアニスト。5歳から地元オスロでピアノを学び、1965年にノルウェー国内デビュー。その後パリに留学し、1969年に国際デビューを果たした。以降、ソリストとして世界各国のオーケストラと共演、室内楽奏者やノルウェー国立音楽大学教授としても活躍している。ノルウェー音楽を主なレパートリーとするほか、ロマン派や現代音楽も演奏する。

## 来歴
1948年11月22日に生まれたイェンス・ハーラル・ブラトリは、ノルウェーのオスロに育ち、5歳のときにエステル・スコグスルド（ノルウェー語版）からピアノを学び始めた。その後8歳から16歳にかけてハンス・ソルムより指導を受けた後、1965年にオスロの大学講堂においてデビューした。
1966年から1968年にかけてはパリの国立高等音楽・舞踊学校に留学しヴラド・ペルルミュテールに師事。1969年には同学の主席に選ばれ、同年ストックホルムとコペンハーゲンにおけるソロ・リサイタルで国際デビューを果たしている。このほか、短期間ロンドンにおいてイローナ・カボスに学んでおり、1970年代に入ってからはロベルト・リーフリンクの薫陶を受けた。
デビュー以降、国内外でソロ・リサイタルを開いているほか、世界各国のオーケストラとも共演している。レパートリーは、エドヴァルド・グリーグやトリグヴェ・マドセンといったノルウェー音楽が中心であるが、フランツ・リスト、フレデリック・ショパン、フランツ・シューベルト、オリヴィエ・メシアンなども演奏する。また1974年以降、スティーグ・ニルソンおよびオーゲ・クヴァルバインとともにオスロ三重奏団を結成し、室内楽にも取り組んでいる。グリーグの協奏曲をはじめとし、ピアノ独奏やノルウェーの現代音楽曲を含む録音も数多くおこなっている。
教育者としては、ノルウェー国立音楽大学においてピアノの助教授（ノルウェー語: amanuensis、1973年 - ）、准教授（ノルウェー語: førsteamanuensis、1981年 - ）を務めた後、1994年に教授に就任している。主な生徒としては、ホーヴァル・ギムセやトゥール・エスペン・アスポースが挙げられる。